# Ramon Cots i Escrigas
Ramon Cots i Escrigas   (Sant Joan de Montdarn, 1857 - Sant Joan de Montdarn, 1933) va ser un metge rural que va néixer a la casa pairal de Les Cots a Sant Joan de Montdarn, al municipi de Viver i Serrateix (Berguedà). Va estudiar medicina a la Universitat de Barcelona i es va especialitzar en cirurgia. Va ser conegut per ser metge rural, gran coneixedor del món rural i per la seva tasca social.

## Vocació i ofici
| «                                                                  | El meu avi i el meu pare practicaven la Medicina "empírica". Jo vull estudiar i, entre el que hauré après del meu avi, del meu pare i el que aprendré estudiant, veuré si puc arribar a ser un bon metge per a la gent d'aquests voltants, que n'està necessitada... | » |
| — Ramon Cots i Escrigas, Any del Metge Cots, octubre 82-octubre 83 | |   |

A principis de 1881 va començar a exercir de metge, un cop acabada la carrera de medicina a Barcelona, a la vila de Gironella (Berguedà). Aquell any també va sentir un interès creixent per la religió, interès que va mantenir al llarg de la seva vida fent estudis de Teologia, Moral i Apologètica. L'any següent, amb la mort del pare, es trasllada a la casa pairal per tal de governar-la, ja que n'és l'hereu. Durant els anys següents i fins a l'any 1886 gairebé no exercirà la medecina i es dedicarà a fer d'agricultor. També pateix una crisi vocacional interna i vol entrar en un convent però la seva responsabilitat com a hereu fa que es quedi a casa per reconduir-la.
Després d'alguns fracassos en la gestió agrícola de la casa, l'any 1886 està profundament desmoralitzat i en aquella situació de fracàs li sorgeix l'oportunitat d'anar a fer de metge a Gargallà (Montmajor), fet que aprofita, ja que és molt a prop de casa. A Gargallà hi farà de metge fins a l'any 1890, quan es trasllada a Solsona. A Solsona s'hi casarà i tindrà dos fills, la seva qualitat professional cada vegada és més reconeguda i lloada i, a més a més, també participa en activitats cíviques i religioses.
Però l'any 1894 pren la gran decisió de tornar a la casa pairal Les Cots per instal·lar-s'hi amb la família i exercir allà la professió de metge, a prop dels pagesos que també necessiten atencions medico-sanitàries. Ell creu que té l'obligació moral d'atendre'ls i també la responsabilitat de tenir cura de la casa i les activitats agrícoles. En aquest moment té 38 anys i viurà fins als 76.
Amb els anys el metge Cots esdevindrà especialista en epilèpsia i tos ferina, i acudiran a Les Cots famílies vingudes de diferents punts del territori per guarir-se d'aquests i altres mals. La casa pairal esdevindrà un hospital, ja que alguns pacients s'hi allotjaran durant 3 o 5 dies i rebran atencions, consol i comprensió. També farà visites a domicili fins a una distància de 4 hores de camí amb cavall a tots els voltants de Les Cots: Montmajor, Montclar, Casserres, Puig-reig, Navàs, Castelladral, Cardona i Gargallà. Durant uns mesos, fins i tot passa consulta a Manresa, els diumenges durant tot el dia, en una habitació de la Fonda de Sant Domènec.
La capacitat i el bon fer del metge Cots era reconeguda més enllà de la seva demarcació i sovint feia de metge consultor en els casos greus. La seva presència i l'exploració del malalt donava tranquil·litat als familiars i al pacient quan aquest estava a punt de morir.

## Home cívic i religiós
El metge Cots també va dedicar part del seu temps a iniciatives que beneficiessin la col·lectivitat, va participar activament en la vida social i va estimar i ajudar els seus conciutadans. Va exercir la militància política però sempre respectant totes les idees pel camí del diàleg, escoltant i essent escoltat.
Va impulsar i promocionar la Germandat de Malalts de Sant Urbici amb la finalitat que els malalts poguessin percebre un subsidi econòmic en cas de malaltia i quan vivia a Solsona va presidir la Joventut Catòlica de Solsona. També va col·laborar en institucions locals diverses, com la Junta de Protecció a la Infància, la Junta de Reformes Socials, la de Sanitat, la d'Ensenyament, etc.

## Home escriptor
El metge Cots també va escriure molt, des d'un recull importantíssim de medicina empírica, que el va fer quan encara estudiava, fins a manifestos, fulletons, notes, discursos, cartes... i també 3 llibres.

## Homenatges
El 1982 el consistori de Viver i Serrateix va proclamar l'any del Metge Cots en homenatge a Ramon Cots i Escrigas coincidint amb el cinquantenari de la seva mort. Narcís Torrentó, com a president del Patronat d'Amics de Serrateix, iniciava aquest homenatge com a exaltació del fill il·lustre de Sant Joan de Montdarn. Aquest homenatge va coincidir amb el trasllat de les despulles del metge Cots, que fins llavors descansaven al cementiri de Sant Andreu de Barcelona, al cementiri de Sant Joan de Montdarn.
L'any Metge Cots va iniciar-se l'octubre del 1982 i va finalitzar l'octubre del 1983. El Patronat volia que aquest any "fos especialment dedicat a enaltir la seva memòria, a reactivar i aprofundir en totes les característiques àmplies i profundes de la vida del Metge Cots. Seria un agraïment. Seria un homenatge".

## Llibres publicats
Va escriure tots els seus llibres en castellà per la senzilla raó que creia poder divulgar-los més enllà de la terra catalana i més enllà d'Espanya, els escriví pensant en països de llengua castellana de Sud-amèrica.
- El purgatorio en la tierra
- El Manual de los casados
- La piedra filosofal

Aquest últim estava pensat com un tractat sobre el matrimoni, sobre la manera de comportar-se les parelles física i moralment; el llibre no pogué ser publicat per raons de censura.